# 고산초등학교 (전북)
고산초등학교는 대한민국 전북특별자치도 완주군 고산면 읍내리에 있는 공립 초등학교이다.

## 학교 연혁
- 1909년 5월 30일 : 사립 봉양학교 설립
- 1911년 6월 30일 : 고산공립보통학교 개교
- 1938년 4월 1일 : 고산공립심상소학교로 개칭
- 1941년 4월 1일 : 고산공립국민학교로 개칭
- 1946년 11월 15일 : 삼기분교장 설립인가
- 1968년 3월 2일 : 어우분교장 개교
- 1981년 3월 1일 : 병설유치원 설립
- 1996년 3월 1일 : 고산초등학교로 개칭
- 1996년 10월 25일 : 교육부지정 교육과정 연구학교 공개
- 1999년 9월 1일 : 수선분교장 본교로 통폐합
- 1999년 11월 6일 : 도지정 학습부진아지도 시범학교 공개
- 2005년 12월 : 전국 100대 교육과정 우수학교 교육감 표창
- 2006년 12월 :	학교 경영 우수학교 교육감 표창
- 2007년 10월 21일 : 도지정 독서지도 시범학교 공개
- 2007년 12월 :	전국 100대 교육과정 최우수학교 교육부총리 표창
- 2011년 9월 1일 : 제34대 고규영 교장 부임
- 2012년 2월 10일 : 제 100회 졸업(총 8,897명)
- 2012년 12월 :	최우수 전원학교 교육부장관상 표창
- 2012년 3월 1일 : 8학급 편성 (개별반 포함)
- 2013년 3월 : 교육부 요청 개정교육과정 연구학교 선정
- 2015년 2월 13일 : 제103회 졸업(총 9,000명)